# ديفيد هويل
ديفيد هويل (بالإنجليزية: David Howell) (10 أكتوبر 1958 بهامرسميث في المملكة المتحدة - ) هو مدرب كرة قدم ولاعب كرة قدم بريطاني في مركز الدفاع. شارك مع منتخب إنجلترا لكرة القدم C ‏. أما مع النوادي، فقد لعب مع برمنغهام سيتي وستيفيناغ بوروه ونادي إنفيلد ونادي بارنت ونادي ساوثيند يونايتد ونادي فولهام ونادي إِنفيلد ‏ ونادي هيلينغدون بورو ونادي هونسلو ‏ وHarrow Borough F.C. ‏.